# نیکولین ۴۴۳۴
سیارک ۴۴۳۴ (به انگلیسی: 4434 Nikulin، نامگذاری:1981RD5) چهار هزار و چهارصد و سی و چهارمین سیارک کشف شده‌است که در ۸ سپتامبر ۱۹۸۱ کشف شد.
قدر مطلق سیارک برابر ۱۳٫۲۰ است.